# 文智愛
文 智愛（ムン・ジエ、문지애、1983年4月7日 - ）は、韓国のアナウンサー。
1983年4月7日に生まれ、奉恩小学校、奉恩中学校、真善女子高等学校を経て、祥明大学校教育学科を卒業し、2006年12月にMBCのアナウンサーになった。MBCには2013年4月まで在籍し、その後フリーランスのアナウンサーになった。FNCエンターテインメントに所属している（2016年7月時点）。
2010年に第11回大韓民国映像大典(Korea Visual Arts Festival) のフォトジェニック賞MC部門を受賞した。MBC在局中の2012年5月4日に同局の記者チョン・ジョンファン (전종환、1980年6月26日 - ) と結婚した。祥明大学校大学院で修士を授与されている。